# Paraíso (groupe)
Pour les articles homonymes, voir Paraíso.
Paraíso est un groupe espagnol de pop, originaire de Madrid, actif entre 1978 et 1981.  

## Histoire
Paraíso est le premier groupe pop de la movida madrileña, bien qu'il n'ait pas connu le succès d'Alaska y los Pegamoides, de Nacha Pop, de Los Secretos ou de Radio Futura. Leur premier concert a lieu le 28 mars 1979 au Teatro Martín.
En juin 1980, ils enregistrent quatre chansons pour l'émission Popgrama de TVE : Makoki, Vacaciones en la Morgue, Carolina et Lipstick, produites par Carlos Tena, qui sortiront plus tard sur le label Nuevos Medios en 1983 sous la forme d'un EP semi-légitime (le groupe étant toujours sous contrat avec le label Zafiro).
Le 2 octobre 1980, à la Sala Sol, le groupe joue son premier concert d'adieu, suivi en mars 1981, à Caminos, de son tout dernier, dans lequel le groupe se produit en quatuor (El Zurdo, Antonio, Mario et Paco) et joue des chansons qui feront plus tard partie du répertoire de La Mode, aux côtés des principales chansons de Paraíso. El Zurdo, Antonio et Mario formeront ensuite La Mode.

## Discographie
- 1979 : Para ti (single, Zafiro)[2]
- 1980 : Paraíso (EP, Nuevos Medios)
- 1982 : Kaka de Luxe/Paraíso
- 2015 : Cerca de Edén	(Lemuria)
- 2020 : El corte final